# Saltator striatipectus
El pepitero listado (Saltator striatipectus), también conocido como saltador listado (en Panamá, Ecuador y Costa Rica), saltador rayado (en Perú), saltador pío-judío (en Colombia) o lechosero pechirrayado (en Venezuela), es una especie de ave paseriforme de la familia Thraupidae perteneciente al  numeroso género Saltator, anteriormente colocada en la familia Cardinalidae. Es nativo del este de América Central, del norte y oeste de América del Sur y de Trinidad y Tobago.

## Distribución y hábitat
Se distribuye de forma disjunta desde el suroeste de Costa Rica hasta el este de Panamá; desde el norte de Colombia hacia el este por el norte de Venezuela y Trinidad, hacia el sur, a oriente de los Andes hasta el norte de Ecuador; por la pendiente del Pacífico desde el noroeste de Ecuador hasta el suroeste de Perú; y por la pendiente oriental desde el sur de Ecuador hasta el centro de Perú.
Esta especie es considerada común en sus hábitats naturales: los matorrales secos, claros arbustivos, bosques ligeros y jardines, mayormente por debajo de los 1600 m de altitud, pero llegando hasta los 2500 m en los valles andinos intermontanos.

## Descripción
Mide aproximadamente 20 cm de longitud y pesa de 34 a 44 g. Ambos sexos son similares. Tiene iris café, pico negruzco y patas negras. Presenta una estrecha lista superciliar blanco ante enfrente del ojo y el área por encima del ojo blancuzca. Tiene la coronilla de color verde grisáceo el cual se torna más gris en la espalda y las cobertoras supracaudales. Su rabadilla también es verdosa y sus plumas de vuelo negruzcas con amplios bordes verde oliva en los márgenes externos. El área loreal y las cobertoras auriculares son de color gris parduzco y presenta una línea malar oscura. Su garganta y pecho son blancuzcos, este último con estrías oscuras; vientre blanco ante con estrías difusas en los lados y conbertoras infracaudales también blanco ante. Los jóvenes son parecidos a los adultos pero con la espalda más pálida y menos gris.

## Alimentación
Se alimenta de frutos, flores, semillas e insectos. Ha sido registrado consumiendo hormigas, escarabajos, frutos de cactus columnares en Venezuela y de Crotton draco (Euphorbiaceae) en Costa Rica.

## Sistemática

### Descripción original
La especie S. striatipectus fue descrita por primera vez por el ornitólogo francés Frédéric de Lafresnaye en 1847 bajo el mismo nombre científico, pero escrito errado Saltator striatipictus y posteriormente enmendado; su localidad tipo es: «Cali, Valle del Cauca, Colombia».

### Etimología
El nombre genérico masculino «Saltator» proviene del latín «saltator, saltatoris» que significa ‘bailarín’; y el nombre de la especie «striatipectus» se compone de las palabras del latín «striatus» que significa ‘estriado’, y «pectus» que significa ‘pecho’.

### Taxonomía
El género Saltator era tradicionalmente colocado en la familia Cardinalidae, pero las evidencias genéticas demostraron que pertenece a Thraupidae, de acuerdo con Klicka et al (2007). Estas evidencias también muestran que la presente especie es hermana de Saltator albicollis, y que el par formado por ambas es próximo de S. coerulescens.

### Subespecies
Según las clasificaciones del Congreso Ornitológico Internacional (IOC) y Clements Checklist/eBird v.2019 se reconocen diez subespecies, con su correspondiente distribución geográfica:
- Saltator striatipectus furax Bangs & Penard, 1919 – del suroeste de Costa Rica al oeste de Panamá.
- Saltator striatipectus isthmicus P.L. Sclater, 1861 – Panamá (excepto el oeste de Chiriquí y Darién).
- Saltator striatipectus scotinus Wetmore, 1957 – isla Coiba e isla Ranchería, litoral oeste de Panamá.
- Saltator striatipectus melicus Wetmore, 1952 – isla Taboga en la Bahía de Panamá.
- Saltator striatipectus speratus Bangs & Penard, 1919 – Archipiélago de las Perlas (islas San Miguel, Saboga y Viveros).
- Saltator striatipectus striatipectus Lafresnaye, 1847 – este de Panamá (Darién) y Colombia a oeste de los  Andes (al sur hasta Cauca).
- Saltator striatipectus perstriatus Parkes, 1959 – noreste de Colombia hasta las montañas del norte de Venezuela; Trinidad.
- Saltator striatipectus flavidicollis P.L. Sclater, 1860 – suroeste de Colombia (Nariño) hasta el árido oeste de Ecuador y noroeste de Perú (Piura).
- Saltator striatipectus immaculatus Berlepsch & Stolzmann, 1892 – costa árida de Perú, desde Lambayeque hasta Ica.
- Saltator striatipectus peruvianus Cory, 1916 – norte de Perú, alto valle del Marañón en Cajamarca y La Libertad.